# Vlag van gezamenlijk Korea
De vlag van gezamenlijk Korea (ook Koreaanse verenigingsvlag, Koreaans 통일기 of 한반도기) is de officieuze vlag voor gezamenlijke evenementen en optredens van Noord- en Zuid-Korea. De vlag wordt voornamelijk gebruikt bij sportevenementen zoals de Olympische Spelen.

## Beschrijving
De achtergrond van de vlag is wit. In het midden van alle versies staat een blauwe omtrek van het Koreaans Schiereiland en het eiland Jeju in het zuidwesten. Later werd de vlag aangevuld met het eiland Ulleungdo in het oosten, de Rotsen van Liancourt in het oosten en de Rotsen van Socotra in het zuidwesten.

## Kritiek
Extreemrechtse groepen in Zuid-Korea verwerpen de vlag. Ze verbrandden de vlag tijdens demonstraties, samen met de Noord-Koreaanse vlag en foto's van de Noord-Koreaanse heerser Kim Jong-un. De voormalige Zuid-Koreaanse diplomaat Kim Sung Han legde uit dat de vlag de huidige politieke situatie romantiseert op basis van "geromantiseerd nationalisme". Je moet ook voorzichtig zijn als je vraagt naar de nationale identiteit van Zuid-Korea. Kim Sung Han ziet de vlag meer als een afleiding van het geschil over het nucleaire programma van Noord-Korea. Noord-Korea laat met de vlag zien dat het niet gevaarlijk is. Onder de jongere generatie neemt de interesse in de Koreaanse hereniging af. In 2018 was slechts 40% van de Zuid-Koreanen voorstander van het idee van een eenwordingsvlag op de Winterspelen. Ten tijde van de Aziatische Spelen van 2006 was 76% van de Zuid-Koreanen nog voorstander van het gebruik van de vlag.
In de aanloop naar de Olympische Winterspelen 2018 in Pyeongchang zorgde Japan ervoor dat Ulleungdo en Liancourt Rock van de vlag werden verwijderd, omdat de band tussen deze eilanden wordt betwist tussen Zuid-Korea en Japan.

## Geschiedenis
De vlag werd ontwikkeld in de aanloop naar de Aziatische Spelen 1990.
De vlag werd voor het eerst gebruikt tijdens de wereldkampioenschappen tafeltennis 1991 en de wereldkampioenschappen jeugdvoetbal in Portugal in 1991. Beide Koreaanse staten marcheerden samen onder de vlag op de Olympische Zomerspelen 2000 in Australië.
Ulleungdo Island werd toegevoegd aan de verenigingsvlag voor de Aziatische Spelen 2002 en de Liancourt Rock werd toegevoegd na de Zomeruniversiade 2003 voor de Aziatische Winterspelen 2003. Op de Olympische Zomerspelen 2004 in Griekenland, de Olympische Winterspelen 2006 in Italië en de Aziatische Spelen 2006 marcheerden de atleten de stadions binnen met de verenigingsvlag tijdens de openingsceremonie, maar streden ze tijdens de wedstrijden onder hun eigen vlag. Toen het geschil over de Socotra-rots tussen Japan, Zuid-Korea en China in 2006 escaleerde, verscheen dit ook op de vlag. In 2007 werd de vlag getoond toen de Zuid-Koreaanse president Roh Moo-hyun de grens met Noord-Korea overstak.
Tijdens de Olympische Zomerspelen 2008 in de Volksrepubliek China werd de vlag op verzoek van Noord-Korea niet gebruikt, maar in 2010 en 2012 gebruikten Noord-Koreanen de vlag om afscheid te nemen van Zuid-Koreaanse persoonlijkheden, die van de Koreaanse gedemilitariseerde zone naar huis reisden. Tijdens de Winterspelen van 2018 in Zuid-Korea streden atleten van beide Korea's opnieuw samen onder de verenigingsvlag. De betwiste eilanden werden echter verwijderd na een Japans bezwaar.